# Adição
Adição é uma das operações básicas da aritmética. Na sua forma mais simples, a adição combina dois números em um único número, denominado soma, total ou resultado. Adicionar mais números corresponde a repetir a operação. Por extensão, a adição de zero, um ou uma quantidade infinita de números pode ser definida.
Pode também ser uma operação geométrica: a partir de dois segmentos de reta dados é possível determinar um terceiro segmento cujo comprimento seja igual à soma dos dois iniciais.

## Propriedades

### Comutatividade

4 + 2 = 2 + 4 com blocos

A adição é comutativa, o que significa que se pode mudar a ordem dos termos em uma soma e ainda obter o mesmo resultado. Simbolicamente, se a e b são dois números quaisquer, então:
a + b = b + a
O fato de que a adição é comutativa é conhecido como a "lei comutativa da adição" ou "propriedade comutativa da adição". Algumas outras operações binárias também são comutativas, como a multiplicação, mas muitas outras, como a subtração e a divisão, não são.

### Associatividade

2 + (1 + 3) = (2 + 1) + 3 com hastes segmentadas

A adição é associativa, o que significa que, ao somar três ou mais números, a forma como os números são agrupados não altera o resultado.
Como exemplo, se a expressão a + b + c deve ser definida para significar (a + b) + c ou a + (b + c)? Dado que a adição é associativa, a escolha da definição é irrelevante. Para quaisquer três números a, b e c, é verdade que (a + b) + c = a + (b + c). Por exemplo, (1 + 2) + 3 = 3 + 3 = 6 = 1 + 5 = 1 + (2 + 3).
Quando a adição é usada juntamente com outras operações, a ordem das operações torna-se importante. Na ordem padrão das operações, a adição tem uma prioridade menor do que exponenciação, raízes enésimas, multiplicação e divisão, mas tem a mesma prioridade que a subtração.

### Elemento identidade

5 + 0 = 5 com conjuntos de pontos

Adicionar zero a qualquer número não muda o número; isso significa que zero é o elemento identidade para a adição e também é conhecido como a identidade aditiva. Em símbolos, para todo a, temos:
a + 0 = 0 + a = a.
Esta lei foi identificada pela primeira vez na obra de Brahmagupta Brahmasphutasiddhanta em 628 d.C., embora ele a tenha escrito como três leis separadas, dependendo se a é negativo, positivo ou zero, utilizando palavras em vez de símbolos algébricos. Mais tarde, matemáticos indianos refinaram o conceito; por volta do ano 830, Mahavira escreveu: "zero torna-se o mesmo que o que é adicionado a ele", correspondendo à afirmação unária 0 + a = a. No século XII, Bhaskara escreveu: "Na adição de zero, ou subtração dele, a quantidade, positiva ou negativa, permanece a mesma", correspondendo à afirmação unária a + 0 = a.

### Sucessor
No contexto dos números inteiros, a adição de um também desempenha um papel especial: para qualquer inteiro a, o inteiro (a + 1) é o menor inteiro maior que a, também conhecido como o sucessor de a. Por exemplo, 3 é o sucessor de 2 e 7 é o sucessor de 6. Devido a essa sucessão, o valor de a + b também pode ser visto como o b-ésimo sucessor de a, tornando a adição uma sucessão iterada. Por exemplo, 6 + 2 é 8, porque 8 é o sucessor de 7, que é o sucessor de 6, tornando 8 o 2º sucessor de 6.

### Unidades
Para somar numericamente quantidades físicas com unidades, elas devem ser expressas com unidades comuns. Por exemplo, adicionar 50 mililitros a 150 mililitros resulta em 200 mililitros. No entanto, se uma medida de 5 pés for estendida por 2 polegadas, a soma é 62 polegadas, uma vez que 60 polegadas é sinônimo de 5 pés. Por outro lado, geralmente não faz sentido tentar somar 3 metros e 4 metros quadrados, uma vez que essas unidades são incomparáveis; esse tipo de consideração é fundamental na análise dimensional.

## Notação

Símbolo matemático da soma.

Se os termos, são escritos individualmente, então a adição é escrita usando-se o sinal mais, ou chus (em português arcaico) ("+").  Assim, a soma de 1, 2 e 4 é escrita como 1 + 2 + 4 = 7. Se os termos da soma não são escritos individualmente, então podemos usar reticências (...) para marcar os termos que foram omitidos. Assim, a soma de todos os números naturais de  1 a 100 é escrita como 1 + 2 + … + 99 + 100.
De forma alternativa, a soma pode ser representada pelo símbolo de somatório, que é a letra grega Sigma maiúscula. Isso é definido como:
{\displaystyle \sum _{i=m}^{n}x_{i}=x_{m}+x_{m+1}+x_{m+2}+\dots +x_{n-1}+x_{n}.}
O subscrito i fornece o símbolo para uma variável, i. Aqui, i representa o índice do somatório; m é o limite inferior do somatório, e n é o limite superior do somatório. Assim, por exemplo:
{\displaystyle \sum _{k=1}^{5}k=1+2+3+4+5.}
Podemos também considerar somas com uma quantidade infinita de termos, chamadas de séries infinitas. A diferença na notação seria o uso do símbolo de infinito (∞) no lugar dos limites inferior e/ou superior. A soma de tais séries é definida como o limite da soma dos n primeiros termos quando n cresce sem limites. Isto é:
{\displaystyle \sum _{i=m}^{\infty }x_{i}:=\lim _{n\to \infty }\sum _{i=m}^{n}x_{i}.}
Podemos substituir de forma similar m por infinito negativo, e
{\displaystyle \sum _{i=-\infty }^{\infty }x_{i}:=\lim _{n\to \infty }\sum _{i=-n}^{m}x_{i}+\lim _{n\to \infty }\sum _{i=m+1}^{n}x_{i},}
para algum m, desde que ambos os limites existam.

## Relações com outras operações e constantes
É possível somar menos que 2 números:
- Se você somar o termo único x, então a soma é x;
- Se você somar zero termos, então a soma é zero, porque zero é o elemento neutro da adição. Isso é conhecido como soma vazia.

Esses casos degenerados são normalmente usados apenas quando a notação de soma dá um resultado degenerado num caso especial. Por exemplo, se m = n na definição acima, então há apenas um termo na soma; se m = n + 1, então não há nenhum.
Muitas outras operações podem ser pensadas como somas generalizadas. Se um termo único x aparece numa soma n vezes, então a soma é nx, o resultado de uma multiplicação. Se n não é um número natural, então a multiplicação ainda pode fazer sentido, de modo que temos uma espécie de noção de somar um termo, digamos, duas vezes e meia.
Um caso especial é a multiplicação por -1, que leva ao conceito de inverso aditivo, e a subtração, a operação inversa da adição.
A versão mais geral destas ideias é a combinação linear, em que qualquer quantidade de termos é incluída em uma soma generalizada qualquer número de vezes.

## Somas úteis
As identidades a seguir são bastante úteis:
| {\displaystyle \sum _{i=1}^{n}i={\frac {n(n+1)}{2}}} | (ver séries aritméticas); |

{\displaystyle \sum _{i=1}^{n}(2i-1)=n^{2};}
{\displaystyle \sum _{i=0}^{n}i^{2}={\frac {n(n+1)(2n+1)}{6}};}
{\displaystyle \sum _{i=0}^{n}i^{3}=\left({\frac {n(n+1)}{2}}\right)^{2};}
{\displaystyle \sum _{i=N_{1}}^{N_{2}}x^{i}={\frac {x^{N_{2}+1}-x^{N_{1}}}{x-1}}} (ver séries geométricas);
{\displaystyle \sum _{i=0}^{n}x^{i}={\frac {x^{n+1}-1}{x-1}}} (caso especial do anterior em que {\displaystyle {N_{1}}=0})
{\displaystyle \sum _{i=0}^{\infty }kx^{i}={\frac {k}{1-x}};|x|<1} (caso especial do anterior, {\displaystyle \lim _{n\to \infty }});

| {\displaystyle \sum _{i=0}^{n}{n \choose i}=2^{n}} | (ver coeficiente binomial); |

{\displaystyle \sum _{i=0}^{n-1}{i \choose k}={n \choose k+1}.}
Em geral, a soma das n primeiras potências de m é
{\displaystyle \sum _{i=0}^{n}i^{m}={\frac {(n+1)^{m+1}}{m+1}}+\sum _{k=1}^{m}{\frac {B_{k}}{m-k+1}}{m \choose k}(n+1)^{m-k+1},}
onde {\displaystyle B_{k}} é o k-ésimo número de Bernoulli.
As seguintes expressões são aproximações úteis (usando notação teta):
| {\displaystyle \sum _{i=1}^{n}i^{c}=\Theta (n^{c+1})} | para toda constante real c maior que -1; |
{\displaystyle \sum _{i=1}^{n}{\frac {1}{i}}=\Theta (\log {n})}
| {\displaystyle \sum _{i=1}^{n}c^{i}=\Theta (c^{n})\,} | para toda constante real c maior que 1; |
| {\displaystyle \sum _{i=1}^{n}\log(i)^{c}=\Theta (n\cdot \log(n)^{c})} | para toda constante real c maior ou igual a zero; |
| {\displaystyle \sum _{i=1}^{n}\log(i)^{c}\cdot i^{d}=\Theta (n^{d+1}\cdot \log(n)^{c})} | para todas constantes reais não-negativas c e d; |
| {\displaystyle \sum _{i=1}^{n}\log(i)^{c}\cdot i^{d}\cdot b^{i}=\Theta (n^{d}\cdot \log(n)^{c}\cdot b^{n})} | para todas constantes reais b > 1, c, d. |

## Aproximação por integrais
Muitas aproximações podem ser obtidas pela seguinte conexão entre somas e integrais, válida para qualquer função crescente f:
{\displaystyle \int _{s=a-1}^{b}f(s)\,ds\leq \sum _{i=a}^{b}f(i)\leq \int _{s=a}^{b+1}f(s)\,ds.}
Para aproximações mais gerais, ver a fórmula de Euler-Maclaurin.

## Em música
A adição também é usada na teoria musical dos conjuntos. George Perle fornece o exemplo seguinte:
"dó-mi, ré-fá♯, mi♭-sol, são instâncias diferentes do mesmo intervalo… o outro tipo de identidade… está relacionado a eixos de simetria. Dó-mi pertence à família de díades simetricamente relacionadas, como segue:"
| ré |  | ré♯ |  | mi |  | fá | fá♯ |  | sol |  | sol♯ |
| ré |  | dó♯ |  | dó |  | si | lá♯ |  | lá  |  | sol♯ |

Eixos de alturas em itálico, o eixo é determinado pela classe de alturas.
Assim, além de serem parte da família de intervalos-4, dó-mi também é parte da família soma-2 (com G♯ igual a 0).
A linha de tonalidades para a Lyric Suite de Alban Berg, {\displaystyle \{0,11,7,4,2,9,3,8,10,1,5,6\}}, é uma série de seis díades, todas somando 11. Se a linha é rotacionada e invertida, ela se torna {\displaystyle \{0,6,5,1,\dots \}}, em que todas as díades somam 6.
| dó |  | sol |  | ré |  | ré♯  |  | lá♯ |  | mi♯ |
| si |  | mi  |  | lá |  | sol♯ |  | dó♯ |  | fá♯ |

Eixos de alturas em itálico, o eixo é determinado pelas díades (intervalo 1).